# Francesco Imparato
Francesco Imparato (né vers 1520 à Naples et mort en 1570 dans cette même ville) est un peintre italien maniériste, appartenant à l'école napolitaine. 

## Biographie
Francesco Imparato a été actif principalement dans sa ville natale de Naples. 
Père de Girolamo Imparato, il s'est formé à l'atelier de Giovanni Filippo Criscuolo où il est devenu un ami proche de Fabrizio Santafede et est aussi élève de Perino del Vaga et du Titien dont il imita les manières. Il est devenu un disciple d'Andrea Sabbatini (di Salerno).
Giambattista Carraciolo (1580 - 1641) fut de ses élèves avant d'être  celui du Caravage.

## Œuvres
- Assomption, SantaMaria La Nova, Naples
- Saint Pierre martyr, église Saint-Pierre de Naples
- Le Martyre de Saint André, église Sainte-Marie de Naples

## Sources